# Huib Drion

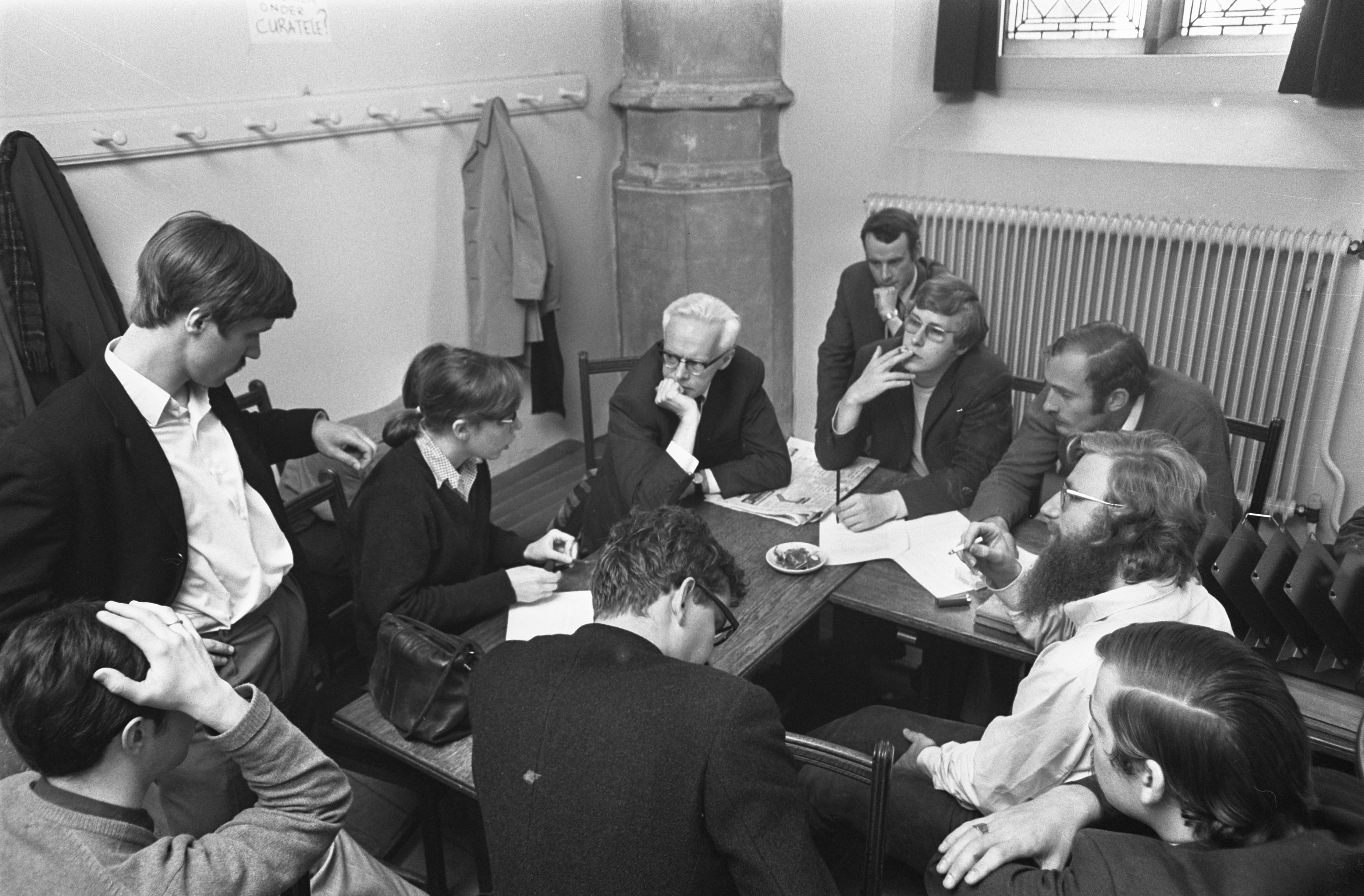
Drion i studenci (Lejda, 1969)

Huib Drion (ur. 25 kwietnia 1917 w Hadze, zm. 20 kwietnia 2004 w Lejdzie) – prawnik holenderski, sędzia Sądu Najwyższego Holandii. Był aktywnym rzecznikiem eutanazji i rozpoczął w Holandii debatę nad jej legalizacją, publikując esej Voluntary Death for Old People (1991).
Współtwórca ustawy dopuszczającej stosowanie eutanazji, określił m.in. dwustopniowość procedury; część mediów określiła te przepisy mianem pigułki Driona.
Przez wiele lat był profesorem prawa cywilnego na Uniwersytecie w Leiden. Podczas II wojny światowej założył i wydawał podziemną gazetę De Geus, gdzie publikowano m.in. czarną listę uczonych kolaborujących z Niemcami.
W latach 1967–1984 był sędzią i zastępcą przewodniczącego Sądu Najwyższego. Po odejściu na emeryturę zaangażował się w ruch na rzecz eutanazji.
Od 1974 był członkiem Królewskiej Holenderskiej Akademii Sztuk i Nauk.